# 克里利夫卡 (魯任區)
49°47′33″N 29°12′25″E / 49.79250°N 29.20694°E
克里利夫卡（烏克蘭語：Крилівка），是烏克蘭北部的村莊，隸屬日托米爾州的別爾季切夫區。該村始建於1605年，面積2.39平方公里，海拔高度246米，2022年人口332，人口密度每平方公里207.04人。